# اختلاط نژادی

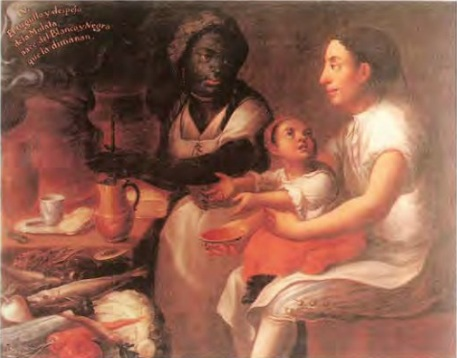
نقاشی رنگ روغن در قرن 18 با موضوع اختلاط نژادی

منظور از لفظ اختلاط نژادی تولید مثل توسط افراد با نژادهای متفاوت است. نویسندگان ناشناس  این لفظ را در یک جزوه سیاسی متقلبانه در سال ۱۸۶۳ اختراع کردند، که می‌گفت اختلاف نژادی به معنای ازدواج بین نژادی و روابط جنسی بین نژادی، به ویژه بین «... سفیدپوست آمریکایی و نیگرو» است. این اصطلاح با قوانینی همراه شد که ازدواج بین نژادی و رابطه جنسی را ممنوع می‌کند، این قوانین به عنوان قوانین ضداختلاط نژادی شناخته می‌شدند.
مخالفت با اختلاط نژادی، که تحت عنوان حفظ به اصطلاح خلوص نژادی عرضه می‌شود، از درون مایه‌های رایج جنبش‌های برتری طلبی نژادی است. اگرچه این تصور که اختلاط نژادی مطلوب نیست در برهه‌های مختلف تاریخ ظهور کرده‌است، اما در اروپا در دوره استعمار از شهرت خاصی برخوردار شد.

## یادداشت
1. ↑  The authors were anonymous at the time of publication. The authors were later revealed to be David Goodman Croly and George Wakeman.